# 星金融發展
星金融發展有限公司，簡稱星金融發展（英語：Sing Investments & Finance Limited，SGX：S35），在1964年由李連煌家族創立。
業務經營各種類型貸款，包括汽車、房屋、建造等。現時董事會主席為李思亮。總部位於96 Robinson Road #01-01 SIF Building Singapore 068899（新加坡羅便臣道96號星金融發展大樓1樓1室）。而股份在1983年7月7日於新加坡交易所主板上市。

## 連結
- SIF.com.sg